# Bradycellus
Bradycellus is een geslacht van kevers uit de familie van de loopkevers (Carabidae). De wetenschappelijke naam van het geslacht is voor het eerst geldig gepubliceerd in 1837 door Erichson.

## Soorten
Het geslacht Bradycellus omvat de volgende soorten:
- Bradycellus aequatorius Moret, 2001
- Bradycellus alticola Britton, 1948
- Bradycellus anchomenoides Bates, 1873
- Bradycellus angulicollis Jaeger, 1995
- Bradycellus angulifer Bates, 1882
- Bradycellus apicalis Putzeys, 1878
- Bradycellus arcobasis (Solier, 1849)
- Bradycellus ardelio (Casey, 1914)
- Bradycellus aridus (Casey, 1914)
- Bradycellus assingi Wrase & Jaeger, 1996
- Bradycellus atrimedeus (Say, 1823)
- Bradycellus badipennis (Haldeman, 1843)
- Bradycellus bartschi Wrase, 1998
- Bradycellus bicolor Jaeger, 1998
- Bradycellus brevitarsis Normand, 1946
- Bradycellus californicus (Leconte, 1857)
- Bradycellus carolinensis (Casey, 1924)
- Bradycellus caucasicus (Chaudoir, 1846)
- Bradycellus celeripes Putzeys, 1878
- Bradycellus chavesi Alluaud, 1919
- Bradycellus chilensis (Dejean, 1831)
- Bradycellus chinensis Jedlicka, 1953
- Bradycellus circumdatus (Bates, 1878)
- Bradycellus conformis (Fall, 1905)
- Bradycellus confusus Jaeger & Wrase, 1994
- Bradycellus congener (Leconte, 1848)
- Bradycellus convexus N.Ito, 2003
- Bradycellus crassicerus N. Ito, 1985
- Bradycellus cristobalinus Franz, 1986
- Bradycellus csikii Laezo, 1912
- Bradycellus cubanus Darlington, 1934
- Bradycellus curticollis (Casey, 1924)
- Bradycellus curtulus Motschulsky, 1860
- Bradycellus decorus (Casey, 1914)
- Bradycellus discipulus (Casey, 1914)
- Bradycellus discrepans Jaeger, 1995
- Bradycellus distinctus (Dejean, 1829)
- Bradycellus elongatus Motschulsky, 1860
- Bradycellus excultus Wollaston, 1854
- Bradycellus exstans (Casey, 1914)
- Bradycellus fenderi Hatch, 1951
- Bradycellus festinans (Casey, 1914)
- Bradycellus fimbriatus Bates, 1873
- Bradycellus flohri (Bates, 1878)
- Bradycellus galapagorum Franz, 1986
- Bradycellus ganglbaueri Apfelbeck, 1904
- Bradycellus georgei Lindroth, 1968
- Bradycellus glabratulus Lafer, 1989
- Bradycellus glabratus Reitter, 1894
- Bradycellus grandiceps (Bates, 1873)
- Bradycellus harpalinus (Audinet-Serville, 1821)
- Bradycellus heinzi Jaeger, 1990
- Bradycellus humboldtianus (Casey, 1924)
- Bradycellus impressifrons (Solier, 1849)
- Bradycellus indicus N.Ito, 2003
- Bradycellus insularis Reichardt, 1976
- Bradycellus insulsus (Casey, 1914)
- Bradycellus intermedius (Fall, 1905)
- Bradycellus isabelae Franz, 1986
- Bradycellus isabelanus Franz, 1986
- Bradycellus jaegeri Morita, 1997
- Bradycellus kataevi Jaeger & Wrase, 1994
- Bradycellus kirbyi (G.Horn, 1883)
- Bradycellus klapperichi Jaeger & Wrase, 1994
- Bradycellus koltzei Reitter, 1900
- Bradycellus laeticolor Bates, 1873
- Bradycellus laevicollis Poppius, 1908
- Bradycellus larvatus (Casey, 1914)
- Bradycellus laticollis (Casey, 1924)
- Bradycellus lecontei Csiki, 1932
- Bradycellus limbicollis Bates, 1882
- Bradycellus lineatus (Casey, 1914)
- Bradycellus lugubris (Leconte, 1848)
- Bradycellus lusitanicus (Dejean, 1829)
- Bradycellus lustrellus (Casey, 1914)
- Bradycellus maderensis Mateu, 1958
- Bradycellus martinezi Moret, 2001
- Bradycellus mons Habu, 1975
- Bradycellus montanus (Casey, 1914)
- Bradycellus nebulosus Leconte, 1853
- Bradycellus neglectus (Leconte, 1848)
- Bradycellus nepalensis Jaeger & N. Ito, 1995
- Bradycellus nigerrimus Lindroth, 1968
- Bradycellus nigrellus Bates, 1882
- Bradycellus nigriceps Leconte, 1868
- Bradycellus nigrinus (Dejean, 1829)
- Bradycellus nipponennis Jaeger & Wrase, 1994
- Bradycellus nitidus (Dejean, 1829)
- Bradycellus nubifer Leconte, 1858
- Bradycellus obsoletus (Say, 1830)
- Bradycellus obtusus (Fall, 1905)
- Bradycellus otini Antoine, 1959
- Bradycellus ovalipennis Jaeger, 1996
- Bradycellus picipes (Casey, 1914)
- Bradycellus plutenkoi Lafer, 1989
- Bradycellus politus (Fall, 1905)
- Bradycellus provoensis (Casey, 1914)
- Bradycellus puncticollis (Casey, 1914)
- Bradycellus purgatus (Casey, 1914)
- Bradycellus rivalis Leconte, 1858
- Bradycellus ruficollis Stephens, 1828
- Bradycellus rupestris (Say, 1823)
- Bradycellus saitoi Morita, 1997
- Bradycellus schaubergeri Jaeger, 1995
- Bradycellus schuelkei Jaeger & Wrase, 1996
- Bradycellus secundus Wrase, 1998
- Bradycellus sejunctus (Casey, 1914)
- Bradycellus selleanus Darlington, 1935
- Bradycellus semipubescens Lindroth, 1968
- Bradycellus sharpi Joy, 1912
- Bradycellus socors (Casey, 1914)
- Bradycellus suavis (Casey, 1914)
- Bradycellus subcordatus Chaudoir, 1868
- Bradycellus subditus (Lewis, 1879)
- Bradycellus supplex (Casey, 1914)
- Bradycellus suturiger Putzeys, 1878
- Bradycellus symetricus (Motschulsky, 1850)
- Bradycellus tahoensis (Casey, 1924)
- Bradycellus tantillus (Dejean, 1829)
- Bradycellus tibialis (Solier, 1849)
- Bradycellus unistriatus (Dejean, 1831)
- Bradycellus velatus Darlington, 1934
- Bradycellus ventricosus Wollaston, 1864
- Bradycellus verbasci (Duftschmid, 1812)
- Bradycellus veronianus (Casey, 1924)
- Bradycellus wollastoni Wrase & Jaeger, 1996
- Bradycellus youngi Moret, 2001
- Bradycellus yuloagshanus Jaeger, 1996
- Bradycellus yunnanus (Jedlicka, 1931)
- Bradycellus yushanensis N. Ito, 1985